# 160-й меридіан східної довготи
160-й меридіан східної довготи — лінія довготи, що лежить на 160 градусів східніше Гринвіцького меридіана. Вона проходить від Північного полюса через Північний Льодовитий океан, Азію, Тихий океан, Південний океан та Антарктиду до Південного полюса.
160-й меридіан східної довготи формує велике коло разом із 20-тим меридіаном західної довготи.
В Антарктиді через меридіан проходить кордон між Австралійською антарктичною територією та Територією Росса.

## Список географічних об'єктів, що перетинає 160° сх. д.
Починаючи на Північному полюсі та рухаючись до Південного полюса, 160-й меридіан східної довготи проходить через:
| Координати                                                   | Країна, територія або море | Примітки |
| ------------------------------------------------------------ | -------------------------- | --- |
| 90°0′ пн. ш. 160°0′ сх. д. / 90.000° пн. ш. 160.000° сх. д.  | Північний Льодовитий океан | |
| 76°20′ пн. ш. 160°0′ сх. д. / 76.333° пн. ш. 160.000° сх. д. | Східносибірське море       | |
| 70°26′ пн. ш. 160°0′ сх. д. / 70.433° пн. ш. 160.000° сх. д. | Росія                      | |
| 70°9′ пн. ш. 160°0′ сх. д. / 70.150° пн. ш. 160.000° сх. д.  | Східносибірське море       | |
| 69°45′ пн. ш. 160°0′ сх. д. / 69.750° пн. ш. 160.000° сх. д. | Росія                      | |
| 61°47′ пн. ш. 160°0′ сх. д. / 61.783° пн. ш. 160.000° сх. д. | Охотське море              | Затока Шеліхова |
| 61°22′ пн. ш. 160°0′ сх. д. / 61.367° пн. ш. 160.000° сх. д. | Росія                      | |
| 60°57′ пн. ш. 160°0′ сх. д. / 60.950° пн. ш. 160.000° сх. д. | Охотське море              | Затока Шеліхова |
| 59°11′ пн. ш. 160°0′ сх. д. / 59.183° пн. ш. 160.000° сх. д. | Росія                      | Проходить через Камчатський півострів                                                                                           |
| 54°7′ пн. ш. 160°0′ сх. д. / 54.117° пн. ш. 160.000° сх. д.  | Тихий океан                | |
| 53°15′ пн. ш. 160°0′ сх. д. / 53.250° пн. ш. 160.000° сх. д. | Росія                      | Проходить через Камчатський півострів                                                                                           |
| 53°6′ пн. ш. 160°0′ сх. д. / 53.100° пн. ш. 160.000° сх. д.  | Тихий океан                | Проходить східніше атола Мокіл[en], Федеративні Штати Мікронезії Проходить східніше олстрова Санта-Ісабель, Соломонові Острови  |
| 8°53′ пд. ш. 160°0′ сх. д. / 8.883° пд. ш. 160.000° сх. д.   | Соломонові Острови         | Проходить через острови Нггела                                                                                                  |
| 8°55′ пд. ш. 160°0′ сх. д. / 8.917° пд. ш. 160.000° сх. д.   | Протока Айрон-Боттом[en]   | |
| 9°25′ пд. ш. 160°0′ сх. д. / 9.417° пд. ш. 160.000° сх. д.   | Соломонові Острови         | Проходить через острів Гуадалканал                                                                                              |
| 9°49′ пд. ш. 160°0′ сх. д. / 9.817° пд. ш. 160.000° сх. д.   | Соломонове море            | |
| 11°28′ пд. ш. 160°0′ сх. д. / 11.467° пд. ш. 160.000° сх. д. | Соломонові Острови         | Проходить через острів Реннелл                                                                                                  |
| 11°35′ пд. ш. 160°0′ сх. д. / 11.583° пд. ш. 160.000° сх. д. | Коралове море              | |
| 29°9′ пд. ш. 160°0′ сх. д. / 29.150° пд. ш. 160.000° сх. д.  | Тихий океан                | |
| 60°0′ пд. ш. 160°0′ сх. д. / 60.000° пд. ш. 160.000° сх. д.  | Південний океан            | |
| 69°44′ пд. ш. 160°0′ сх. д. / 69.733° пд. ш. 160.000° сх. д. | Антарктида                 | Становить кордон між Австралійською антарктичною територією (претендує Австралія) та Територією Росса (претендує Нова Зеландія) |